# 韩子荣
韩子荣（1964年3月—），女，汉族，北京人，中华人民共和国政治人物。曾任中国共产党北京市门头沟区委员会书记，北京2022年冬奥会和冬残奥会组织委员会专职副主席（副部长级）、秘书长。现任北京市政协党组成员，北京市文联主席。

## 荣誉
- 奥林匹克银质勋章（国际奥委会，2022年2月21日于北京颁发[2]）